# Lucian Turcu
Lucian Dan Turcu (n. 3 octombrie 1986, Cluj-Napoca, România) este un fotbalist român, care evoluează pe postul de fundaș stânga la clubul din Liga a III-a, Unirea Jucu.